# 森本茂樹 (ゲームクリエイター)
森本 茂樹（もりもと しげき、1967年10月1日 - ）は、日本のゲームクリエイター、キャラクターデザイナー。ポケットモンスターシリーズに初代から関与している。

## 来歴
藤原基史と同時期に入社し、ゲームフリークやポケモンの黎明期を構築することに貢献した。元々はライターを生業としていた人物であり、田尻智の友人が経営していた編集プロダクションに所属していた。
ライターを業務としていたため、当初は攻略本の編集を主な仕事としていたが、入社1年後に森本は田尻にプログラマーへと転身したいと相談を持ちかけ、受諾されてプログラマーとなる。森本はプログラマーになった経緯について「なんとなくやりたくなった」と語っており、明細な理由は述べていない。とみさわ昭仁は、森本がプログラマーへの道を選んだ背景には、ゲームフリークには当時プログラマーが不足しており、プログラミングの経験がある自分がプログラマーとなることで経営の不安なゲームフリークを立て直せると考えたからではないかと推測している。
プログラマーへ転身した森本は、増田順一からプログラミングに関する指導を施され、1年後には優秀なプログラマーに成長した。杉森建らがデザインしたポケモンを見て、能力や技について決めていくのも森本の役割であった。主にポケモンの戦闘面におけるプログラミングを担当し、またミュウなど、一部ポケモンのデザインも請け負った。任天堂に内緒のまま独断でミュウのデータを入力したことに関しては2019年のゲームフリーク公式動画で「多分任天堂の人に怒られたけど、今となっては良い思い出しか残っていない」と笑っていた。
『ポケットモンスター 金・銀』では技の種類が多様化した事に伴い、バグの修正に半年以上の月日を費やしたと語っている。修正・調整に一番苦労した技は「まもる」であると語っている。
好きなポケモンはミュウである。
『ポケットモンスター ブラック・ホワイト・ブラック2・ホワイト2』、『ポケットモンスター サン・ムーン・ウルトラサン・ウルトラムーン』、『ポケットモンスター Let's Go! ピカチュウ・Let's Go! イーブイ』、『ポケットモンスター ソード・シールド』、『ポケットモンスター ブリリアントダイヤモンド・シャイニングパール』ではゲーム内にトレーナーとして登場している。